# Ico (Computerspiel)
Ico (Eigenschreibweise: ICO, OT: jap. イコ, Iko) ist ein japanisches Videospiel aus dem Jahr 2001 von Team ICO, das in Deutschland für die PlayStation 2 im Jahr 2002 erschienen ist. Das Spiel wurde von denselben Entwicklern unter Fumito Ueda entwickelt, welche auch für das Spiel Shadow of the Colossus verantwortlich sind.
Am 30. September 2011 erschien im Rahmen der Classics-HD-Reihe eine überarbeitete Version von Ico sowie Shadow of the Colossus auf einer Disc für die PlayStation 3, welche High Definition und stereoskopisches 3D beinhaltet. Diese Version ist auch einzeln via PlayStation Network als Download erhältlich.

## Handlung
In einem kleinen Dorf wird in jeder Generation ein Kind geboren, das mit einem Fluch belegt ist und daher seltsame Hörner besitzt. Wenn das 12. Lebensjahr des Kindes angebrochen ist und die Hörner schon sehr lang sind, entledigen sich die Dorfbewohner des verfluchten Kindes, indem sie es in eine abgelegene und einsame Burg verbannen und einsperren, sich selbst zum Sterben überlassen, um die Götter zu besänftigen und den Fluch zu brechen.
Als Ico, ein hörnertragendes, verfluchtes Kind, 12 Jahre alt wird, konfrontieren es die Dorfbewohner mit seinem Schicksal, verflucht bis in alle Ewigkeit zu sein und daher sterben zu müssen. Er wird, wie es seit Generationen üblich ist, in die gigantische, abgelegene Festung gebracht und in einer großen Halle in einen von vielen steinernen Käfigen gesperrt. Die begleitenden Dorfbewohner entschuldigen sich bei Ico und bitten um sein Verständnis, da es so das Beste für alle sei. Alleingelassen und zum Sterben noch nicht bereit, versucht Ico sich zu befreien und tatsächlich gelingt es ihm, aus dem brüchigen Gefängnis zu entkommen und seinem grauenhaften Schicksal zu entfliehen. Nur muss er jetzt eine Möglichkeit finden, aus der riesigen, labyrinthartigen Burg zu entkommen.
Ico gelingt es, einen Weg aus der Halle zu finden. Dabei bemerkt er einen Käfig in großer Höhe, in dem ein Mädchen eingesperrt ist, welchem er sofort versuchen möchte, zu helfen. Es gelingt ihm, sie aus ihrem Gefängnis zu befreien, als auch schon ein neues Problem auftaucht. Beängstigende Schattenwesen streben danach, das Mädchen, welches den Namen Yorda trägt, zurück in ihren Käfig zu befördern, was Ico sofort mutig und entschlossen zu verhindern versucht. Er kann nur mit ihr zusammen aus der Burg fliehen, denn nur sie ist in der Lage, mit einer geheimnisvollen magischen Kraft, speziell versiegelte Türen zu öffnen. So machen sich beide auf den Weg, um die Rätsel der Burg zu lösen und ihrer ausweglosen Situation gemeinsam zu entkommen.

## Gameplay
Das Ziel von Ico und Yorda liegt darin, einen Weg aus der Burg zu finden. Dazu müssen sie Tore durch Auslösen von Schaltern öffnen oder Brücken durch Aktivierung eines Mechanismus zusammenfügen. Obwohl beide aufeinander angewiesen sind, ist nur Ico steuerbar. Auch ist er als einziger in der Lage, an Ketten oder Seilen hochzuklettern. Yorda kann kleine Hindernisse erklettern, während er ihr bei höheren Stellen die Hand reichen und sie nach oben ziehen muss. Ico kann außerdem ihre Hand nehmen und hinter sich herziehen. Seit Yordas Befreiung aus dem Käfig ist Ico mit einem Stock ausgestattet, den er als Waffe verwenden kann. An manchen Stellen in der Burg erscheinen Schattenwesen aus dunklen Löchern am Boden, in die sie Yorda ziehen wollen, wenn diese sie ergreifen. Ico kann sie jedoch herausziehen und die Schattenwesen mit dem Stock bzw. mit einem Schwert, das er erst im späteren Spielverlauf findet, attackieren. Sobald alle Wesen besiegt sind, verschwinden die dunklen Löcher in dem Abschnitt. Der Spielstand wird an einer steinernen Couch gespeichert, indem Ico und Yorda darauf Platz nehmen, was auch nur funktioniert, wenn beide zusammen sind.
Ein Game-Over entsteht, wenn Ico von einer sehr erhöhten Plattform oder von den Burgmauern in die Tiefe stürzt oder wenn Yorda in einem der dunklen Löcher verschwindet. Letzteres kann Ico verhindern, indem er sie rechtzeitig herauszieht, wobei er währenddessen von den Schattenwesen jedoch attackiert werden kann.

## Soundtrack
Der Soundtrack wurde komponiert von Michiru Oshima & Pentagon. In Japan wurde er von Sony Music Entertainment Japan auf der CD Ico – Kiri no Naka no Senritsu (jap. ICO~霧の中の旋律~) veröffentlicht.
| ICO – Kiri no Naka no Senritsu |
| --- |
| 1. Prologue 2. Coffin 3. Impression 4. Castle in the Mist 5. Beginning 6. Who Are You? 7. Darkness 8. Heal 9. The Gate 10. Queen 11. Continue 12. Déjà vu 13. Shadow 14. Entity 15. Collapse 16. Ico: You Were There |

## Kritiken
Ico wurde trotz der im Vorfeld sehr guten Kritiken nicht der erhoffte Erfolg. Jedoch erreichte es im Laufe der Zeit Kultstatus und hatte großen Einfluss auf die Spieleentwicklung. So gaben mehrere Spieldesigner wie Eiji Aonuma, Hideo Kojima und Jordan Mechner Ico als Inspiration für ihre Spiele wie The Legend of Zelda: Twilight Princess, Metal Gear Solid 3: Snake Eater, Prince of Persia: The Sands of Time und Halo 4 an.
Das Spiel wurde im Zuge der Veröffentlichung von Shadow of the Colossus am 14. Februar 2006 neu veröffentlicht.

## GPL-Verstoß
Ico benutzt Teile der Libarc-Bibliothek, veröffentlicht aber nicht den Quelltext der betroffenen Stelle. Eine der obersten GPL-Regeln besagt jedoch, dass alle abgeleiteten Programme eines unter der GPL stehenden Werkes von Lizenznehmern nur dann verbreitet werden dürfen, wenn sie von diesen ebenfalls zu den Bedingungen der GPL lizenziert würde. Da libarc unter der GPL veröffentlicht wurde, müsste Sony die betroffenen Quelltextstellen veröffentlichen.